# Pseudoeriphus collaris
Pseudoeriphus collaris là một loài bọ cánh cứng trong họ Cerambycidae.